# راكي
راكي هو مشروب كحولي مصنوع من العنب المقطر مرتين واليانسون. يُعتبر مشروب راكي المشروب الوطني في تركيا، وله شعبية في العديد من دول البلقان بوصفه فاتح للشهية وكذلك في كازاخستان. غالبًا ما يُقدم مع المأكولات البحرية أو المشهيات. يتشابه هذا المشروب مع عدد آخر من المشروبات الكحولية المتوفرة في منطقة البحر المتوسط والشرق الأوسط، مثل باستيس، وزو، سامباكا، الأراك، أكواردينيت.
في جزيرة كريت، تسيكووديا هو براندي ثفل يسمى أحيانًا راكي. يُستخدم لصنع راكوميلو المنكه بالعسل والقرفة. يُقدم راكوميلو دافئًا خلال أشهر الشتاء.

## أصل التسمية
دخل مصطلح راكي الإنجليزية من التركيّة. يُقصد بلكلمة العربية المقابلة، وسيلة «تقطير»، وهناك اشتقاقات أخرى للكلمة من قبيل أراكا، أراكي، أريكي. يستخدم تيلوتس، وهم مجموعة عرقية تعيش في سيبيريا، مصطلح أراكي للإشارة إلى النبيذ والمشروبات الكحولية الأخرى.

## التاريخ
يرجع إنتاج الراكي إلى التاريخ القديم، لكن إحدى النظريات تقول إنه بدأ في القرن الرابع عشر على جبل آثوس من قبل الرهبان الذين عاشوا هناك. على مر السنين انتشر إلى مناطق مختلفة من اليونان، وذلك أساسًا في مقدونيا، إبيروس، ثيساليا وكريت.
حتى العقود الأخيرة من القرن العشرين، كان إنتاج الراكي يتمُّ غالبًا في المنزل، أي لم يكن هناك إنتاج صناعي ضخم. بعد فترة طويلة، أُنتج مشروب كحولي عديم اللون وشُرب على مدار العام في جميع أنحاء البحر المتوسط. عُرف بأسماء مختلفة منها تيسبور، راكي، أراك، جرابا. يُقطر من مخلفات النبيذ، وكأن الإنسان يريد استغلال الكرم قدر المستطاع.
في الإمبراطورية العثمانية، حتى القرن التاسع عشر، كانت الحانات التي يديرها الروم –اليونانيون- والألبان  تقدم النبيذ أساسًا مع المشهيات، بسبب القيود الدينية التي فرضها العديد من السلاطين. رغم وجود العديد من المسلمين بين الحاضرين في الحانات، يمكن للسلطات، في بعض الأحيان، مقاضاتهم. مع الجو الليبرالي نسبيًا في الفترة (1839-1876)، ارتفع معدل حضور الحانات بين المسلمين بشكل كبير، وأصبح الراكي المفضل لدى رواد الحانات. بحلول نهاية القرن، اتخذ الراكي شكله المعتاد الحالي وتجاوز استهلاكه استهلاك النبيذ.
خلال هذه الفترة، أُنتج الراكي بتقطير ثفل العنب «سيبري» الناتج من تخمير النبيذ. عندما لا تكون كمية الثفل كافية، يُضاف الكحول المستورد من أوروبا. إذا لم يُضف اليانسون، يُسمى دوز راكي بمعنى حرفيّ «راكي مستقيم»، أمّا في حالة إضافة صمغ المصطكي يُسمى ساكيز راكي «صمغ راكي» أو ماستيكا.
مع انهيار الإمبراطورية العثمانية وتأسيس جمهورية تركيا الحديثة، بدأ تقطير الراكي القائم على العنب من قِبل شركة المشروبات الروحية المملوكة للدولة تيكل، مع أول مصنع للإنتاج سنة 1944 في إزمير. مع زيادة إنتاج بنجر السكر، بدأت تيكل أيضًا في تقطير الكحول من دبس السكر، وقُدم علامة تجارية جديدة من الراكي مصنوعة من كحول بنجر السكر تحت اسم يني راكي أو حرفيًا «الراكي الجديد». أعطى دبس السكر يني راكي طعمًا مرًا مميزًا وساعد في زيادة شعبية المشروب.
اليوم، مع زيادة المنافسة من القطاع الخاص، وخصخصة تيكل سنة 2004، ظهرت العديد من العلامات التجارية الجديدة وأنواع الراكي، ولكل منها تكوينها الخاص وطريقة إنتاجها، مع أن الصفات العامة للمشروب ظلت متسقة عمومًا. تشمل إيفي راكي وسيلنكر راكي وميركان راكي وفاسيل راكي وبوركاز راكي وأتا راكي وأندولو راكي. ساري زيبيك راكيسي، علامة تجارية حديثة أخرى، تُعتق في براميل من خشب البلوط، ما يعطيها لونًا ذهبيًا مميزًا.

## الإنتاج
يُنتج الراكي تقليديًا من روح العنب/الزبيب التي تُسمى سوما وتُقطر بحد أقصى 94.55٪، وهي ليست روحًا مصححة بدرجة عالية، وعلى عكس المشروبات الروحية الأخرى المنكهة، يعد منتجو الراكي أن للسوما دور مهم في نكهة راكي.
تُخفف السوما، أو السوما الممزوجة بروح مصححة بدرجة عالية، بماء معاد تقطيره باليانسون وتُجمع الروح بنسبة 79-80٪. تُخفف نواتج التقطير ذات النكهة وتحليتها وتُترك مدة لا تقل عن 30 يومًا قبل البيع للسماح بتناسق النكهات.

## التقديم والشرب
في تركيا، الراكي هو المشروب الوطني ويُستهلك تقليديًا مع الماء المبرد جانبيًا أو ممزوجًا جزئيًا بالماء المثلج، وفقًا لتفضيلاتك الشخصية. نادرًا ما يُتناول راكي دون إضافة الماء. غالبًا ما تُضاف مكعبات الثلج. يؤدي التخفيف بالماء إلى أن تكتسب الراكي لونًا حليبيًا أبيض، على غرار لوكي الأبسنتي. أدت هذه الظاهرة إلى أن الشراب يُشار إليه شعبيًا باسم أصلان سوتو «حليب الأسد». أصلان «أسد» هي استعارة تركية عامية لرجل قوي وشجاع، ما يعطي المصطلح معنى قريبًا من «حليب القوي».
يُستهلك راكي عادة مع المشهيات، مجموعة مختارة من المقبلات الساخنة والباردة، وكذلك في راكي سوفراسي «طاولة راكي»، سواء قبل عشاء كامل أو بدلًا منه. تحظى بشعبية خاصة مع المأكولات البحرية، مع الجرجير الطازج، أو بياز بينير والبطيخ. إنه مكمل مشهور بنفس القدر للعديد من أطباق اللحوم الحمراء مثل الكباب، إذ يُقدم أحيانًا مع كأس من الملح. كان مؤسس الجمهورية التركية وأول رئيس لها، مصطفى كمال أتاتورك، مغرمًا جدًا بالراكي، حيث كان يشرب ما يصل إلى نصف لتر يوميًا -يُلاحظ أنه توفي بسبب تليف الكبد- وفي وقت متأخر من الليل، كانت جلسات راكي سوفراسي هي المكان المفضل لديه لمناقشة القضايا مع أقرب أصدقائه ومستشاريه.